# Reichenbach (Oberlausitz)
Reichenbach é uma cidade da Alemanha localizada no distrito de Görlitz, região administrativa de Dresden, estado da Saxônia.
Pertence ao Verwaltungsgemeinschaft de Reichenbach/O.L..